# Angelo Citracca
Angelo Citracca (Rome, 6 februari 1969) is een Italiaans voormalig wielrenner. In 1991 werd hij Italiaans kampioen bij de amateurs. Na zijn wielercarrière werd hij ploegleider en anno 2012 is hij algemeen manager bij de Italiaanse formatie Farnese Vini–Selle Italia.

## Belangrijkste overwinningen
1991
- Italiaans kampioen op de weg, Amateurs

1998
- Giro d'Oro

## Resultaten in voornaamste wedstrijden
| Jaar | Ronde van Italië | Ronde van Frankrijk | Ronde van Spanje |
| ---- | ---------------- | ------------------- | ---------------- |
| 1993 | 103e             |                     |                  |
| 1994 |                  |                     |                  |
| 1995 |                  |                     |                  |
| 1997 | opgave           |                     |                  |

| Jaar | Milaan-San Remo | Gent-Wevelgem | Ronde van Vlaanderen | Ronde van Lombardije |
| ---- | --------------- | ------------- | -------------------- | -------------------- |
| 1993 |                 |               |                      | 69e                  |
| 1994 | 22e             | 42e           | 30e                  | 46e                  |
| 1995 | 94e             |               |                      |                      |
| 1997 |                 |               |                      |                      |